# Hot Butter
Hot Butter (Stan Free, Dave Mullaney, John Abbott, Bill Jerome, Steve Jerome och Danny Jordan) var en instrumental musikgrupp, aktiv åren 1971–1978. Hot Butter är främst känd för den cover de gjorde på låten "Popcorn" 1972.
Popcorn-covern blev en världs-hit och såldes i en miljon kopior bara i Frankrike, en av landets snabbaste "miljonsäljare".
I Storbritannien nådde försäljningssiffrorna 250.000 och i USA blev det stora försäljningsframgångar. Totalt såldes skivan i över två miljoner exemplar världen över.

## Diskografi
Studioalbum
- 1972 – Popcorn with Hot Butter
- 1973 – More Hot Butter

Samlingsalbum
- 2000 – Popcorn

Singlar
- 1972 – "Apache" / "Hot Butter"
- 1972 – "Popcorn" / "At the Movies"
- 1972 – "Pop Corn" / "Carmen Brasilia" (delad singel med Anarchic System)
- 1972 – "Tequila" / "Hot Butter"
- 1973 – "Percolator" / "Tristana"
- 1973 – "Stay Solution" / "Kappi Maki"
- 1974 – "Pipeline" / "Apache"
- 1975 – "Getting Off" / "Getting On"
- 1975 – "Getting Off" / "Tristana"
- 1975 – "Yum-Yum" / "Amazing Grace"